# Adam Dembicki von Wrocień

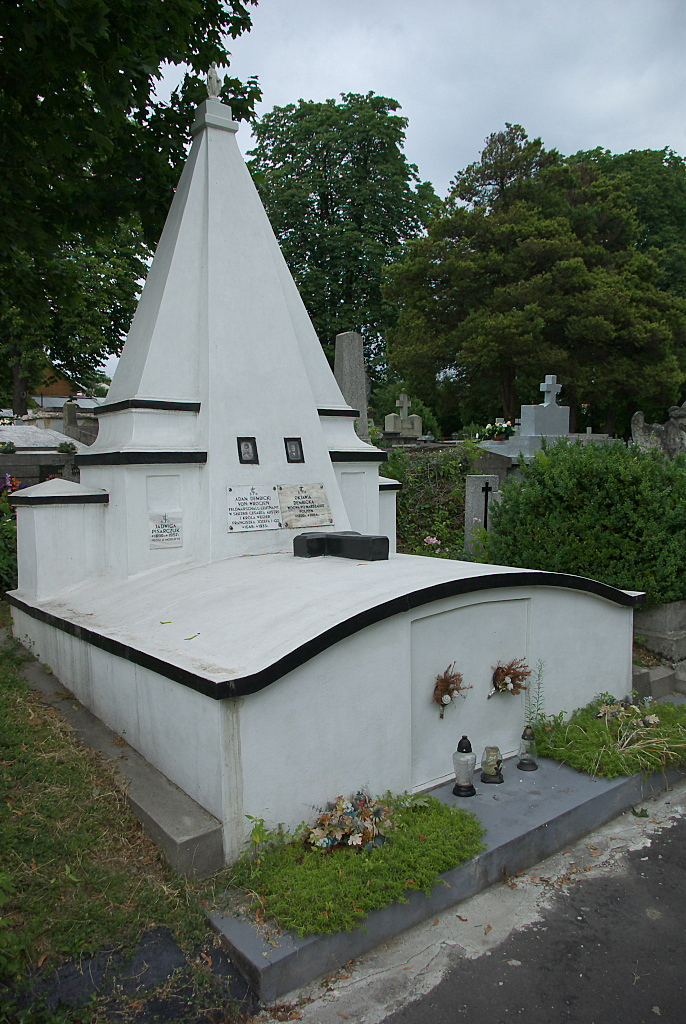
Grobowiec Dembickich w Sanoku

Adam Włodzimierz Dembicki Edler von Wrocień (ur. 2 grudnia 1849 w Sanoku, zm. 17 kwietnia 1933 tamże) – marszałek polny porucznik cesarskiej i królewskiej Armii, dowódca obrony Budapesztu.

## Życiorys
Adam Włodzimierz Dembicki Wrocień urodził się 2 grudnia 1849 w Sanoku. Był synem Pawła (nauczyciel szkoły głównej dla chłopców w Sanoku i dyrektor szkoły, zm. 1891 w wieku 80 lat) i Emilii z domu Zacharjasiewicz (córka Michała, zm. w 1867 w wieku 40 lat). Miał siostry Paulinę Emilię (ur. 1851), Aurelię Klementynę (ur. 1853), Józefę (zm. 2 grudnia 1860 mając 7 miesięcy), Helenę (ur. 1861), Albinę Mariannę (ur. 1865), brata Teodozego (zm. 17 lutego 1863 mając 1 miesiąc).
Ukończył jedną klasę szkoły realnej, a następnie Instytut Kadecki w Hainburgu do 1866. Następnie do 1870 kształcił się w Akademii Wojskowej w Wiener Neustadt, którą ukończył z wynikiem bardzo dobrym w 1870. Służbę wojskową w Cesarskiej i Królewskiej armii rozpoczął 1 września 1870 jako porucznik 45 pułku piechoty, stacjonującego w Hradec Kralowe i Brnie. W latach 1873–1876 studiował w Szkole Wojennej w Wiedniu, kończąc ją z wynikiem dobrym. Po ukończeniu szkoły został awansowany do stopnia nadporucznika i skierowany do sztabu 65 brygady piechoty. Od 1879 do 1883 pracował w szkolnictwie wojskowym, początkowo jako nauczyciel na kursie żandarmerii polowej, a następnie jako nauczyciel w szkole kadetów w Karthaus koło Jicina. W 1883 został awansowany do stopnia kapitana II klasy i powrócił do służby w 45 pp w Krems an der Donau. W październiku 1886 jako kapitan II klasy pułku pieszego nr 45 został przeniesiony na etat czynny obrony krajowej, a wkrótce potem mianowany rzeczywistym komendantem batalionu w galicyjskich oddziałach pieszych czynnej obrony krajowej. W 1886 został awansowany do stopnia kapitana I klasy i przeniesiony na Bukowinę jako dowódca kompanii w 76 batalionie Landwehry.
W październiku 1890 został adiutantem Dowództwa Obrony Krajowej w Przemyślu i pozostawał na tym stanowisku do końca 1894, awansując w międzyczasie w 1891 na stopień majora i w 1894 na stopień podpułkownika. Opuszczając Przemyśl w lipcu 1895 został wyróżniony przez cesarza Franciszka Józefa I, który wyraził się o jego służbie z najwyższym zadowoleniem. W 1895 przeniesiony do 22 Pułku Piechoty k.k. Landwehry w Czerniowcach, 1 maja 1897 został awansowany na stopień pułkownika. W kwietniu 1898 objął dowództwo 18 Pułku Piechoty k.k. Landwehry w Przemyślu, 1 września 1899 dowództwo 29 Pułku Piechoty k.k. Landwehry w Budziejowicach. 17 sierpnia 1903 objął dowództwo 90 Brygady Piechoty w Jarosławiu, awansując 1 listopada 1903 na stopień generała majora. 30 czerwca 1907 został dowódcą 5 Dywizji Piechoty w Ołomuńcu, awansując 1 listopada 1907 na stopień generała-porucznika (Feldmarschalleutnant – marszałek polny). 31 marca 1910 został odwołany ze stanowiska, 1 października został urlopowany, i udał się do Lwowa.
Nobilitację na 1 stopień szlachecki („Edler von”) bez wpisania do „Ksiąg Majestatycznych” otrzymał 11 lipca 1911 otrzymał od cesarza Franciszka Józefa I. Mógł ją uzyskać za 30 lat nieprzerwanej służby wojskowej i udział w przynajmniej jednej kampanii lub za 40 lat służby.
Podczas I wojny światowej był w grupie aktywowanych na czas wojny generałów. 24 sierpnia 1915 powrócił do służby na stanowisko zastępcy komendanta Budapesztu. We wrześniu 1916 został mianowany komendantem twierdzy Hohensalzburg koło Salzburga. 1 stycznia 1917 powtórnie go urlopowano, a spensjonowano 1 stycznia 1919. Wówczas osiadł na stałe we Lwowie. Pod koniec życia, w 1930, przeprowadził się do rodzinnego Sanoka.
Adam Dembicki von Wrocień był dwukrotnie żonaty. Po raz pierwszy ożenił się w 1881 z Bertą z domu Winkowską, córką dr. Cyryla Winkowskiego, zmarłą w Sanoku 25 marca 1919 w wieku 59 lat. Oboje mieli synów: Adama Włodzimierza (ur. 1881, w 1909 nadporucznik 1 Pułku Ułanów, który w 1911 poślubił Marię, córkę Tadeusza Wrześniowskiego, zmarł w stopniu rotmistrza na grypę „hiszpankę” 24 listopada 1918 w Sanoku w wieku 37 lat) i Jerzego (niem. Georg, ur. 1882). W 1914 Adam i Jerzy Dembiccy byli nadporucznikami 3 pułku ułanów obrony krajowej ze Stryja, natomiast podczas I wojny światowej do 1918 Adam był rotmistrzem pułku strzelców konnych Nr 1, a Jerzy był rotmistrzem pułku strzelców konnych Nr 3. Według innych źródeł dwaj synowie generała z pierwszego małżeństwa zmarli podczas I wojny światowej.
Jego drugą żoną była Oktawia z Pisarczuków (ur. 28 lutego 1890 w Skałacie, zm. 1984), którą poślubił 24 marca 1920 w wieku 71 lat (panna młoda miała wówczas 30 lat). Mieli syna Adama (1927-2017).
Generał zamieszkiwał w Sanoku przy ulicy Płowieckiej 16. Uchwałą Rady Miejskiej w Sanoku z 1923 został uznany przynależnym do gminy Sanok. W ostatnim okresie życia generał uległ częściowemu paraliżowi. Zmarł 17 kwietnia 1933 w Sanoku. Został pochowany w grobowcu rodzinnym na cmentarzu przy ul. Rymanowskiej w Sanoku 19 kwietnia 1933. Inskrypcja nagrobna brzmi: Adam Dembicki von Wrocień. Feldmarschall-Leutnant w służbie Cesarza Austrii i Króla Węgier Franciszka Józefa I-go. Grobowiec ulegał kilkakrotnie częściowemu zniszczeniu i był obiektem dewastacji. Nagrobek został uznany za obiekt zabytkowy i podlega ochronie prawnej. Grobowiec został wyremontowany w 1987 ze środków rządu austriackiego. Z uwagi na powtarzalne niszczenie oszklenia fotografii nagrobnych, syn generała Adam, dzięki wsparciu prezydenta Austrii, Kurta Waldheima, zrealizował zamontowanie w tych miejscach szkła kuloodpornego, które otrzymał od władz austriackich w 1986 wraz z dokumentacją dotyczącą służby generała w c. i k. armii. W grobowcu zostali pochowani także: druga żona generała Oktawia (ur. 1890, zm. 31 marca 1984), Jadwiga Pisarczuk (1882-1957, córka c.k. inspektora szkolnego w Sanoku, Tomasza Pisarczuka i Bronisławy z domu Kunickiej). W maju 2021 ujawniono zniszczenie oszklenia portretu generała Dembickiego na jego grobowcu.

Herb Dembicki von Wrocień Tarcza dwudzielna pasem srebrnym. W polu I czerwonym gałązka dębowa w pas o ośmiu ułożonych parami żołędziach z czterema na przemian ułożonymi liśćmi, złota, w polu II błękitnym cztery gwiazdy sześciopromienne w pas złote. W klejnocie dwa skrzydła orle czerwono-błękitne z pasem srebrnym. Labry prawe czerwone lewe błękitne podbite srebrem.

Osobę generała Dembickiego von Wrocień opisał historyk Jan Rydel w swojej pracy doktorskiej pt. Polski żołnierz w służbie Cesarza i Króla z 1986, wydanej w 2001 jako publikacja pt. W służbie cesarza i króla.

## Ordery i odznaczenia
- Kawaler Orderu Leopolda (1909)[4][20][43]
- Order Korony Żelaznej III klasy (1902)[4][20][44]
- Brązowy Medal Zasługi Wojskowej na czerwonej wstążce (1895)[4][20]
- Odznaka za Służbę Wojskową 2 klasy[20]
- Krzyż Jubileuszowy Wojskowy[20]
- Brązowy Medal Jubileuszowy Pamiątkowy dla Sił Zbrojnych i Żandarmerii[20]